# Ratpenat bru fals
El ratpenat bru fals (Hesperoptenus doriae) és una espècie de ratpenat de la família dels vespertiliònids viu a Malàisia i es troba amenaçat per la pèrdua del seu hàbitat natural.